# 宇賀夏美
宇賀夏美（1986年6月20日—），日文原名宇賀なつみ，是日本女主播，目前所屬的電視台是朝日電視台。

## 人物
出身日本東京都。高校時期就讀東京都立大泉高等學校，大學畢業於立教大學社會學部。2009年4月1日，正式進入朝日電視台，節目處女秀在報導Station擔任第二代氣象預報員。2009年8月30日，電視台製作日本參議院及日本眾議院選舉特別節目，她被指派負責採訪長崎縣第2區情形。
小學時期參與排球、樂旗儀舞棒，中學時加入吹奏樂部的社團，高校則投入應援團中，也嚮往競技啦啦隊。
她與TBS電視台的同期主播田中美奈實是好友。
2011年8月15日，接替因生產休假的主播武內繪美，報導體育新聞。9月20日，接任武內主播在朝日新聞晚報上負責的「戦士のほっとタイム」。

## 現在參與節目

### 電視節目
- 報導Station - 體育主播（2011年8月15日-）
- ANN NEWS - 不定期
- テレ朝チャンネルニュース - 不定期 (CSテレ朝チャンネル) ※BS朝日與News Access同形態

### 平面媒體
- 朝日新聞晚報體育系列「戦士のほっとタイム」 - 訪問（每月至少一次）

## 過去參與節目
- 選挙ステーション（2009年8月30日、2010年7月11日） - 擔任記者
- I'm Home 第三話 - 客串飾演 間口遥

## 同期主播
- 板倉朋希
- 加藤真輝子
- 三上大樹

## 外部連結
- 宇賀夏美的Instagram帳戶
- 報道ステーション内公式プロフィール
- テレビ朝日アナウンサーズ パーソナルページ